# Abel Azcona

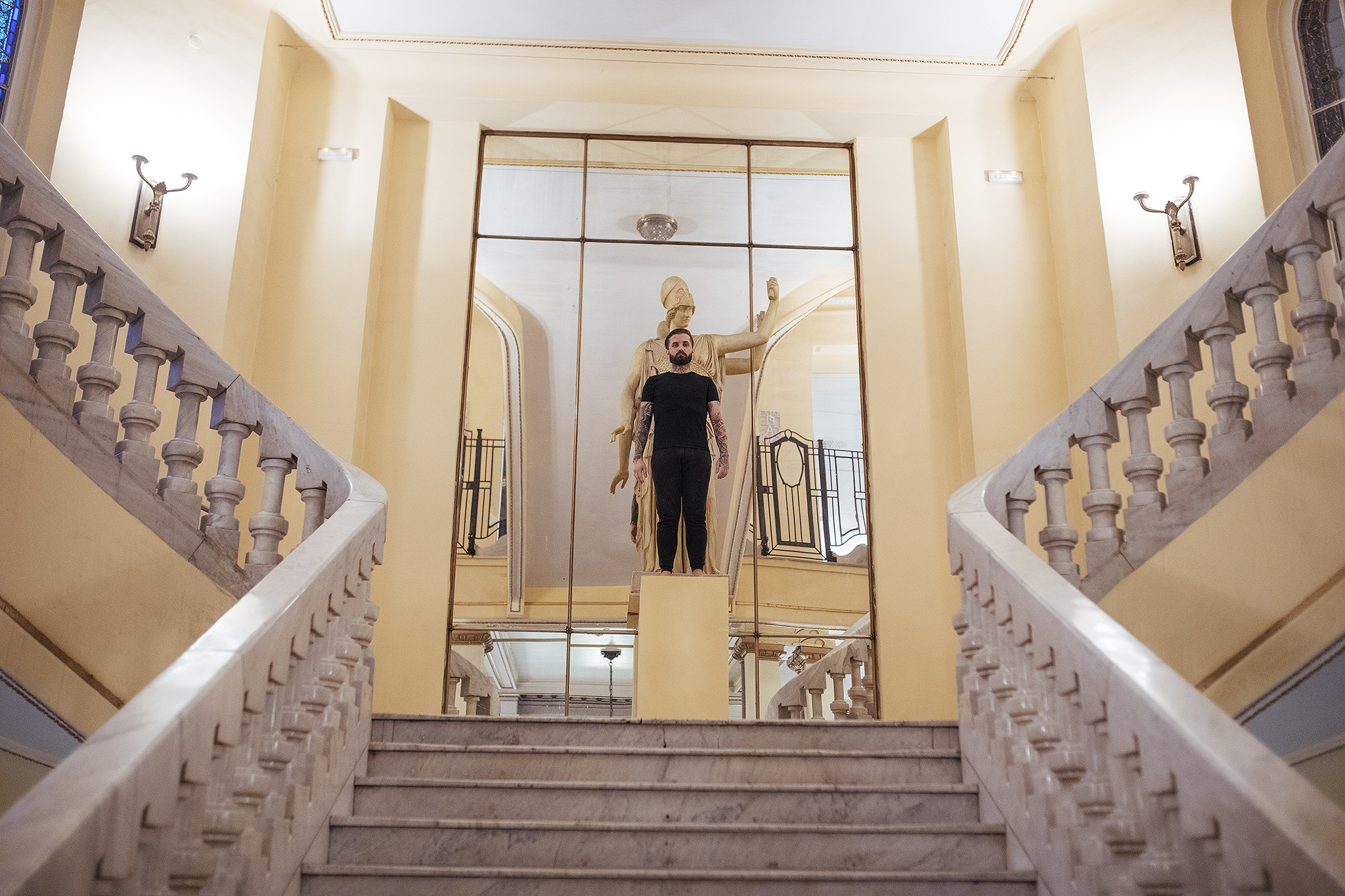
O artista Abel Azcona durante A Morte do Artista no Círculo de Belas Artes de Madri.

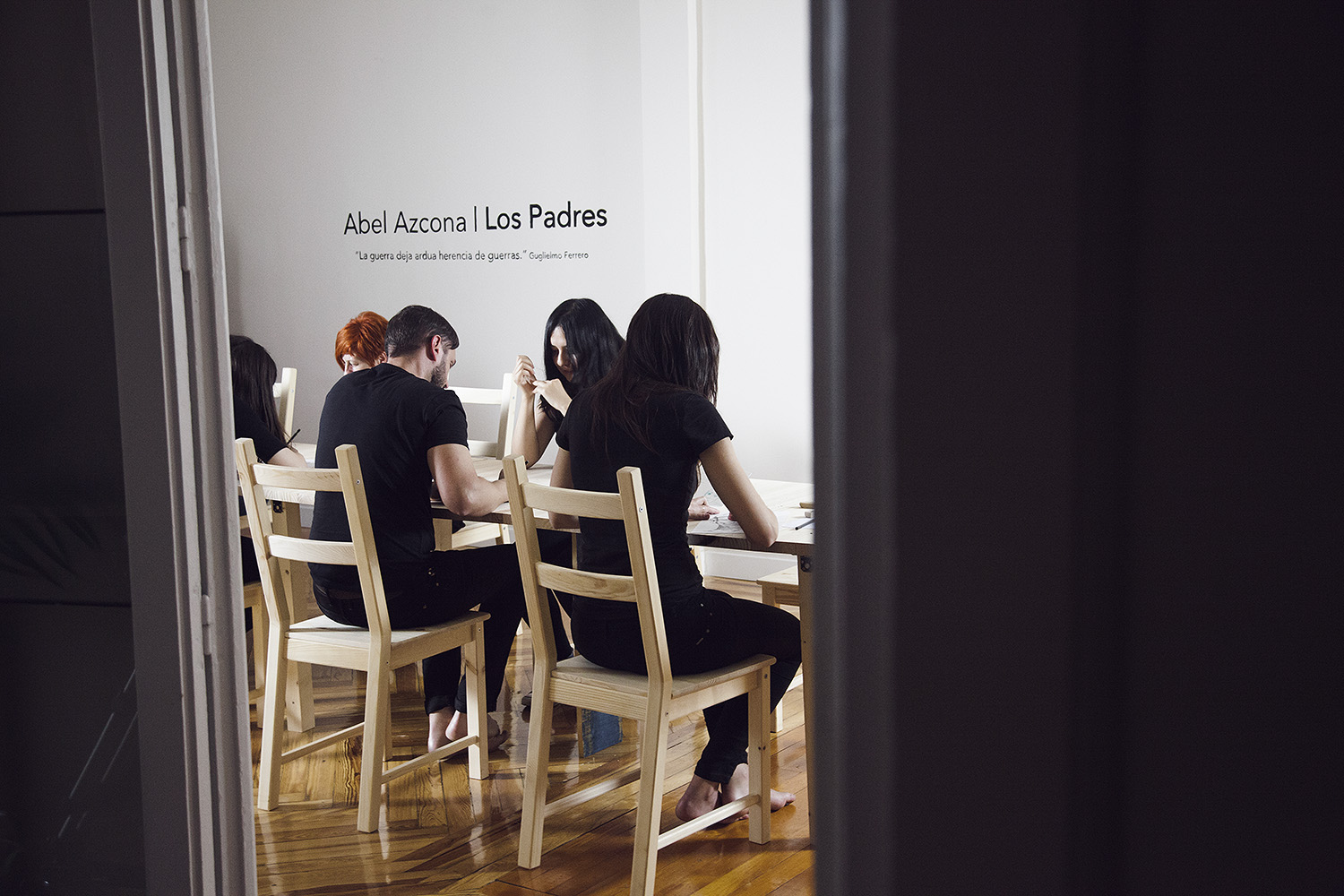
Os Pais de Azcona realizada em Madri.

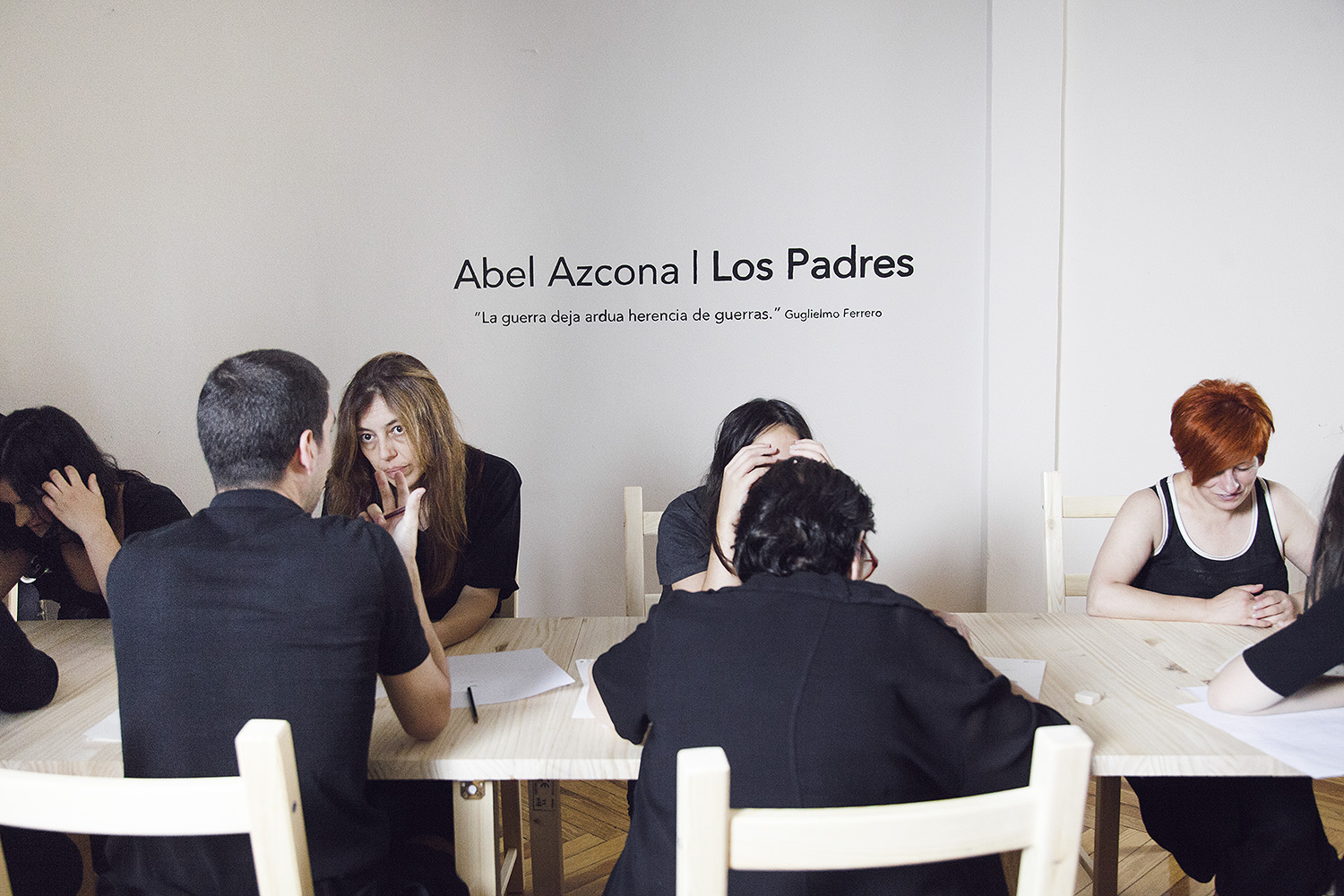
Os Pais de Azcona realizada em Madri.

Abel Azcona (Madrid, 1º de abril de 1988) é um artista espanhol especializado em ações artísticas. Sua obra, com uma aparente autobiografia, manifesta-se em mídias artísticas nascidas da performance e evolui em instalações, esculturas, videoarte, pintura ou escrita, com obras literárias de ensaios, a textos literários ou memoriais. É considerado o enfant terrible da arte espanhola contemporânea. Seus primeiros trabalhos foram sobre identidade pessoal, violência e limites da dor, evoluindo para obras de natureza crítica, política e social.
Seu trabalho foi exibido em exposições e galerias em todo o mundo, obtendo projeção internacional na Bienal de Arte Asiática de Dhaka e Taipéi, na Bienal de Lyon, Festival Internacional de Performance de Miami ou na Bienal de Arte Viva de Bangladesh. Além disso, Azcona está presente em vários museus e centros culturais nacionais e internacionais, como o Centro de Arte Contemporânea de Málaga, o Museu de Arte Moderna de Bogotá, a Houston Art League, o Houston Art League, o Leslie Lohman Museum de Nova Iorque ou o Círculo de Belas Artes de Madrid. O Museu de Arte Contemporânea de Bogotá dedica uma exposição retrospectiva ao artista Abel Azcona em 2014.
 